# Галерија слика „Сава Шумановић”
Галерија слика „Сава Шумановић“ се налази у Шиду, у Улици Св. Саве 7, некадашњој Маршала Тита број 11, у којој се налази највећи број дела сликара Саве Шумановића. Основана је 1952. године захваљујући поклону сликареве мајке Персиде Шумановић, од 417 слика и куће у којој су дела данас изложена. Кућа заједно са галеријом, која је настала знатно касније представљају непокретно културно добро као споменик културе од великог значаја.

## Сава Шумановић
Сава Шумановић (Винковци, 22. јануар 1896 — Сремска Митровица, 30. август 1942) је био један од најзначајнијих сликара српске уметности 20. века.

## Изглед куће
Кућа је као приземни зграда подигнута крајем 19. века и по својим архитектонским вредностима представља значајан пример богате велике и простране грађанске куће. У њој су одељења распоређена у низу у облику ћириличног слова „Г“. Посебна пажња је била посвећена обради уличне фасаде са девет уједначено постављених отвора обликованих на исти начин. Отвори су са једноставно профилисаним оквирима и тимпанонима ослоњеним на конзоле у којима су представљени украси у облику пехара. Испод двосливног крова покривеног црепом је пажљиво профилисан поткровни венац са конзолама и декоративним ружама које се налазе и изнад прозора.
По раскошности обраде посебно се издваја велика дрвена улазна капија. Изузев медаљона са главом лава и флоралне декорације, на капији су поновљени и неки мотиви са главне фасаде, чиме је добијена јединствена и складна целина. После Другог светског рата им је одузета, а 1962. претворена је у галерију, када је претрпела знатне измене. По идејном пројекту арх. Ивана Антића, 1985. године је извршена доградња Галерије и спајање постојећег простора са шидском школом.
Кућа је била власништво породице Шумановић.

## Галерија
Изложбени простор
Колекција
- Луксембуршки парк, 1929.
- Сеоска кућа, 1932.
- У сенци, 1935.